# بخش طرقبه
بخش طرقبه یکی از بخش‌های شهرستان طرقبه شاندیز در استان خراسان رضوی ایران است.

## تقسیمات کشوری
بخش طرقبه دارای دو دهستان و یک شهر است:
- دهستان‌ها:
  - دهستان طرقبه
  - دهستان جاغرق
- شهر: طرقبه

## جمعیت
بنابر سرشماری مرکز آمار ایران، جمعیت بخش طرقبه در سال ۱۳۸۵ برابر با ۵۷٬۰۰۹ نفر بوده است. پس از ارتقای بخش طرقبه به شهرستان طرقبه شاندیز در سال ۱۳۸۶ و تفکیک بخش شاندیز، جمعیت بخش طرقبه در سال ۱۳۹۰ به ۲۷٬۵۰۲ نفر کاهش یافته‌است.